# Сальют
Салъют (баш. Һалйот) — племя в составе северо-восточных башкир.

## Родовой состав
Родовые подразделения: боро • енде • иркебай • кенембай • кушым • кыттытаяр • сабыр.

## Этническая история
Салъюты восходят к монгольскому племени салджиутов, которое подверглось тюркизации в период пребывания на Алтае и в Южной Сибири. В составе наймано-катайских племён салъютцы переселилось в Дешт-и-Кипчак, где основная масса их растворилась в тюркской среде. Небольшая часть салъютцев, переселившаяся вместе с кара-китаями в Башкортостан, сохранила древний этноним. В 13-14 вв. салъютцы кочевали в междуречье Белой и Ика. В конце 14 в. вследствие войны между Тимуром и Тохтамышем они направились на север и северо-восток и расселились в долинах рек Исеть, Сылва, Чусовая. Освоение Россией Пермского края и Сибири и падение Сибирского ханства вынудило салъютцев уйти на юг и юго-восток и занять территорию расселения к югу от Исети, в бассейне рек Синара и Теча.

## Территория расселения
Ныне на территории расселения племени находится Кунашакский, частично Аргаяшский, Каслинский районы Челябинской области.
Анализ ДНК показал принадлежность сальют к R1a.